# Svenskt rekord
Svenskt rekord är det bästa resultat i exempelvis en sportgren som antingen 
- uppnåtts av en svensk
- uppnåtts på svensk mark
- uppnåtts av en svensk på svensk mark.

I de flesta sporter (friidrott, simning) gäller den första tolkningen, en svensk kan sätta svenskt rekord var som helst i världen. 
Den andra definitionen användes under början av 1900-talet och benämndes landets "internationella rekord". Sålunda kunde exempelvis Harald Andersson sätta engelskt rekord i diskuskastning 1935.
Den tredje definitionen har använts i exempelvis hastighetsåkning på skridskor. Svenskt rekord kunde bara sättas av en svensk i Sverige .